# 青溪交通站—永丰号
青溪交通站－永丰号，位于中国广东省梅州市大埔县青溪镇青溪，为梅州市大埔县的一个县级文物保护单位，类型为古建筑，公布时间为1985年4月。
青溪交通站－永丰号的历史年代为1930。